# Rituals, il trekking della morte
Rituals, il trekking della morte (Rituals) è un film del 1977 diretto da Peter Carter.
Nonostante all'inizio non ebbe un grande successo, oggi viene considerato un cult del genere slasher. Il costo del film fu bassissimo e per questo viene considerato un film a basso costo. Si tratta di un rifacimento di Un tranquillo weekend di paura, solo con scene tendenti più all'orrore che al thriller.

## Trama
Cinque medici decidono di trascorrere un tranquillo weekend in una zona deserta dell'Ontario. Sebbene all'inizio si trovino al contatto con la natura, dovranno affrontare un killer sfigurato con problemi mentali, che apparentemente li vuole uccidere senza ragione. Nella sequenza in cui trovano la testa, decapitata, del loro amico Abel, i due superstiti, Harry e Mitzi, scoprono (da una lastra lasciata proprio dall'assassino) che proprio durante la II guerra mondiale il loro inseguitore rimase gravemente menomato alla testa, maturando in lui un forte astio nei confronti della classe medica, responsabile della sua menomazione.

## Produzione
Le riprese furono effettuate nell'Ontario settentrionale, Canada, a metà del 1976, con un budget di 600.000 dollari canadesi.

## Distribuzione

### Date di uscita nelle sale
| Luogo     | Mese     | Anno |
| --------- | -------- | ---- |
| Australia |          | 1978 |
| Canada    | luglio   | 1977 |
| Norvegia  | febbraio | 1979 |
| Svezia    | dicembre | 1978 |
| USA       | agosto   | 1978 |

### Divieti
- Australia: VM 15
- Danimarca: VM 16
- Finlandia: VM 18
- Italia: Per tutti (nella prima edizione VM 14)
- Islanda: VM 18
- Norvegia: *
- USA: Per tutti

- *: Tagliato pesantemente

Il film, con molte scene truculenti, all'inizio venne distribuito con una durata di 100 minuti, poi in Canada si decise di tagliarlo fino a 86 minuti. In Finlandia è vietato ai minori di 18 anni, come in Norvegia ed in Islanda, in Danimarca per i minori di 16 anni e in Australia ed in Svezia ai minori dei 15 anni. Nella edizione italiana, circola il DVD, senza alcun divieto. Nel 1978 solo la Norvegia lo bandì.

## Accoglienza

### Critica
La pellicola fu stroncata dalla critica; ad esempio il dizionario cinematografico Il Farinotti lo definisce una "ricopiatura slasher di Un tranquillo weekend di paura, con pochi colpi di scena". Ugualmente, nel dizionario Il Mereghetti, la pellicola è considerata sulla falsariga del film di Boorman "ma senza paragoni".